# Gervasio Gestori
Gervasio Gestori (Barlassina, 1º febbraio 1936 – Acquaviva Picena, 6 gennaio 2023) è stato un vescovo cattolico italiano.

## Biografia
Nacque a Barlassina, in provincia di Monza e della Brianza ed arcidiocesi di Milano, il 1º febbraio 1936.

### Formazione e ministero sacerdotale
Ad undici anni entrò nel seminario arcivescovile di Seveso, dove frequentò le medie ed il ginnasio; si trasferì poi presso quello di Venegono Inferiore, dove seguì i corsi del liceo e la facoltà teologica.
Il 28 giugno 1959 fu ordinato presbitero, nella cattedrale di Milano, dal cardinale Giovanni Battista Montini (poi papa Paolo VI).
Dopo l'ordinazione fu insegnante di lettere presso le scuole medie del seminario di Masnago, l'anno dopo diventò direttore spirituale del seminario di Seveso. Il 1º luglio 1967 ottenne la laurea in filosofia. Fu, dal 1968, insegnante di filosofia e storia presso il seminario di Venegono Inferiore; nel 1969 divenne preside del liceo-ginnasio del seminario di Milano. Dal 1978 fu rettore del seminario liceale.
Nel 1984 il cardinale Carlo Maria Martini lo nominò parroco-prevosto della chiesa dei Santi Alessandro e Margherita a Melzo; in seguito diventò anche decano del decanato di Melzo.
Nel settembre 1989 fu nominato sottosegretario della Conferenza Episcopale Italiana e, il 5 giugno 1990, presidente del comitato per gli interventi caritativi a favore del terzo mondo.

### Ministero episcopale
Il 21 giugno 1996 papa Giovanni Paolo II lo nominò vescovo di San Benedetto del Tronto-Ripatransone-Montalto; succede a Giuseppe Chiaretti, precedentemente nominato arcivescovo metropolita di Perugia-Città della Pieve. Il 7 settembre successivo ricevette l'ordinazione episcopale, nella cattedrale di Milano, dal cardinale Carlo Maria Martini, co-consacranti l'arcivescovo Giuseppe Chiaretti e il vescovo Bernardo Citterio. Il 22 settembre seguente prese possesso della diocesi.
Nel 2008 promosse il sinodo diocesano, che concluse solennemente il 20 novembre 2011.
Fu membro del consiglio per gli affari economici e membro della Commissione episcopale per l'evangelizzazione dei popoli e la cooperazione tra le Chiese della Conferenza Episcopale Italiana, segretario della Conferenza episcopale delle Marche e delegato di quest'ultima per la cooperazione missionaria tra le Chiese e per la promozione del sostegno economico alla Chiesa.
Il 4 novembre 2013 papa Francesco accolse la sua rinuncia, presentata per raggiunti limiti di età, al governo pastorale della diocesi di San Benedetto del Tronto-Ripatransone-Montalto; gli succedette Carlo Bresciani, del clero di Brescia. Rimase amministratore apostolico della diocesi fino all'ingresso del successore, avvenuto il 19 gennaio 2014. Da vescovo emerito si ritirò ad Acquaviva Picena.
Morì il 6 gennaio 2023, all'età di 86 anni, nella sua abitazione di Acquaviva Picena. Dopo le esequie, celebrate il 9 gennaio dal vescovo Carlo Bresciani nella cattedrale di Santa Maria della Marina, fu sepolto nello stesso edificio.

## Genealogia episcopale
La genealogia episcopale è:
- Cardinale Scipione Rebiba
- Cardinale Giulio Antonio Santori
- Cardinale Girolamo Bernerio, O.P.
- Arcivescovo Galeazzo Sanvitale
- Cardinale Ludovico Ludovisi
- Cardinale Luigi Caetani
- Cardinale Ulderico Carpegna
- Cardinale Paluzzo Paluzzi Altieri degli Albertoni
- Papa Benedetto XIII
- Papa Benedetto XIV
- Papa Clemente XIII
- Cardinale Enrico Benedetto Stuart
- Papa Leone XII
- Cardinale Chiarissimo Falconieri Mellini
- Cardinale Camillo Di Pietro
- Cardinale Mieczysław Halka Ledóchowski
- Cardinale Jan Maurycy Paweł Puzyna de Kosielsko
- Arcivescovo Józef Bilczewski
- Arcivescovo Bolesław Twardowski
- Arcivescovo Eugeniusz Baziak
- Papa Giovanni Paolo II
- Cardinale Carlo Maria Martini, S.I.
- Vescovo Gervasio Gestori